# Ammophila arnaudi
Ammophila arnaudi är en biart som beskrevs av Kazuhiko Tsuneki 1976. Ammophila arnaudi ingår i släktet Ammophila och familjen grävsteklar. Inga underarter finns listade i Catalogue of Life.